# 4793 Slessor
4793 Slessor è un asteroide della fascia principale. Scoperto nel 1988, presenta un'orbita caratterizzata da un semiasse maggiore pari a 2,6693429 UA e da un'eccentricità di 0,1566288, inclinata di 4,36379° rispetto all'eclittica.